# Crosstrainer

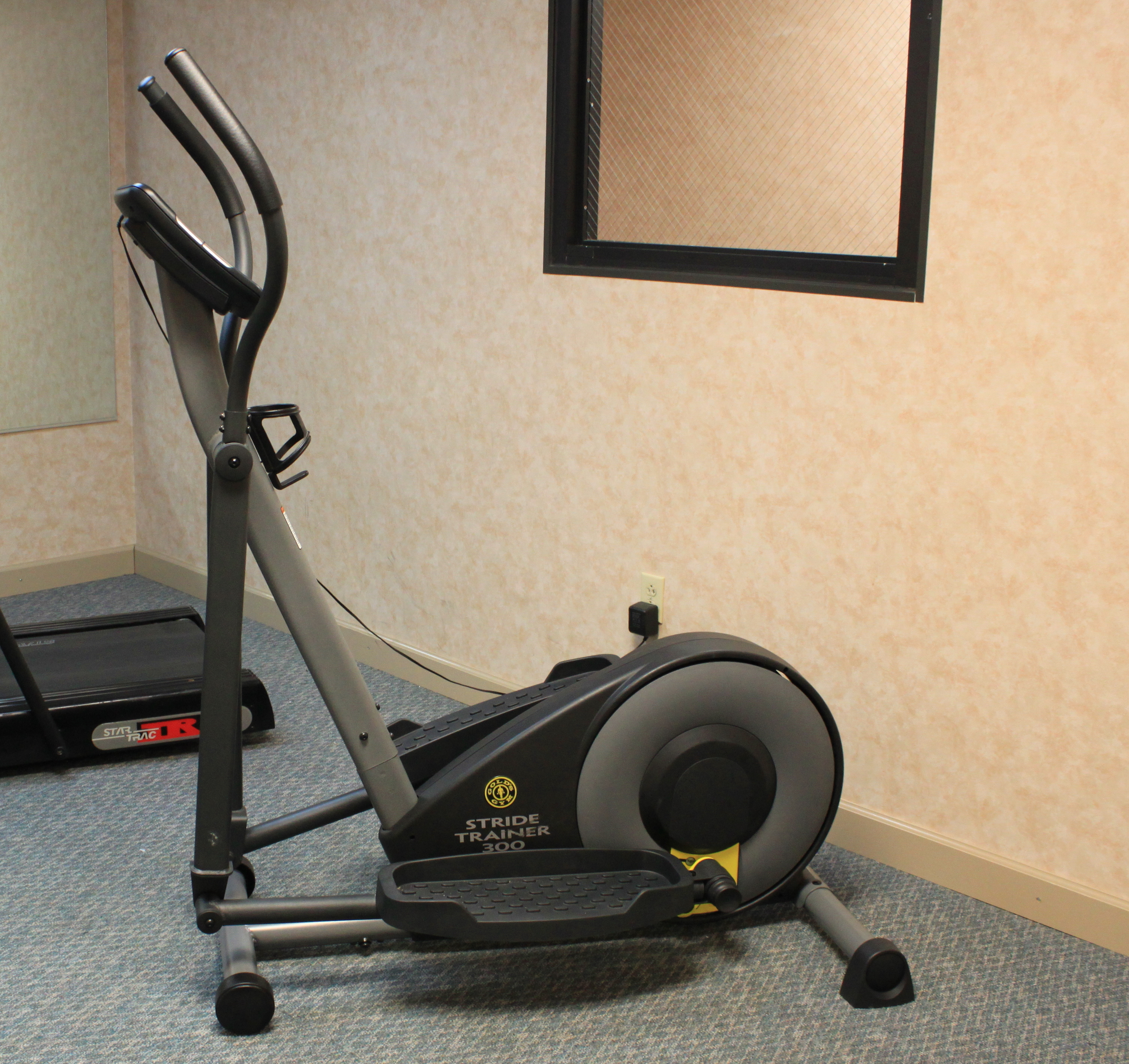
Crosstrainer

Ein Crosstrainer (oder Ellipsentrainer) ist ein Sportgerät für Ausdauertraining, zum Training der Fitness in Fitnessstudios und für den Heimgebrauch. Gegenüber einem Fahrradtrainer  oder Fahrradergometer, welche hauptsächlich die Beinmuskulatur fördern, werden durch die spezielle Bauform des Crosstrainers wesentlich mehr Hauptmuskelgruppen trainiert.

## Beschreibung
Crosstrainer besitzen ein Schwungrad, das durch zwei ca. 1 m lange waagerechte Pedalarme mit den senkrecht stehenden Armstangen verbunden ist. Die Bewegungsform ähnelt der des Gehens, wobei das gelenkbelastende Auftreten entfällt.
Die Crosstrainer sind mit über 70 Prozent Marktanteil zwischenzeitlich zum beliebtesten Fitnessgerät avanciert. Sie sind ideal für effektives, gelenkschonendes Ausdauertraining, beanspruchen diverse Muskelgruppen und fördern den Fettstoffwechsel. Die muskuläre Belastung ist dabei in der Wadenmuskulatur (M. trizeps surae) am höchsten, gefolgt von der Oberschenkelvorderseite (M. quadriceps femoris), dem Po (M. gluteus maximus), der Schienbeinmuskulatur (M. tibialis anterior), der Oberschenkelrückseite (ischiocrurale) und dem Kniestabilisator (M. tensor fasciae latae).
Es gibt keinen prinzipiellen Unterschied zwischen Crosstrainern und Ellipsentrainern, vielmehr handelt es sich um evolutionäre Weiterentwicklungen der Bewegungsführung der Geräte, die den Bewegungsablauf immer ergonomischer gestalten und die Laufbewegung immer besser simulieren. Man kann einen Ellipsentrainer auch als eine Unterart (Weiterentwicklung) des Crosstrainers bezeichnen. Oft werden beide Begriffe auch synonym gebraucht. Wenn Unterschiede gemacht werden, dann sind sie nur sehr schwammig. Das Wort „Ellipsentrainer“ beschreibt den elliptischen Bewegungsablauf, die elliptische Bewegungsbahn der Füße. Das Wort Crosstrainer beschreibt eher die Bewegung des ganzen Körpers. Denn die Arme und Beine bewegen sich gegengleich, das heißt „über Kreuz“ (engl. cross). Im Englischen werden sie auch gelegentlich als Elliptical Cross Trainer bezeichnet.

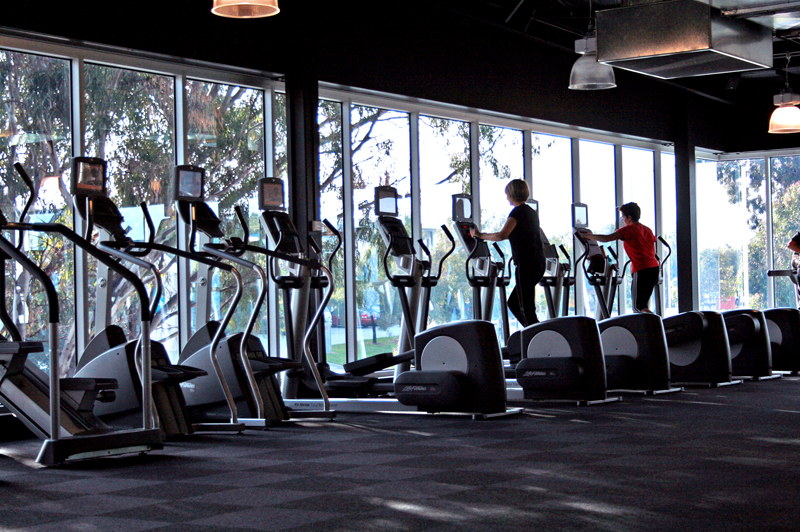
Crosstrainer in einem Fitness-Studio.

Über diese Zweiteilung hinaus ist die Entwicklung bereits zu einem weiteren Zwischengelenk in der horizontalen Strebe (im Pedalwerk) fortgeschritten, um die Belastungen für Kniegelenk, Hüftgelenk und Wirbelsäule weiter zu reduzieren. Die allgemeinere Bezeichnung dieser Gerätegruppe ist Crosstrainer. Die Bezeichnung von weiterentwickelten Geräten als Ellipsentrainer soll nur ihre besonders günstige elliptische Bewegung der Trittfläche hervorheben. Jedoch besteht auch bei den Crosstrainern eine elliptische Bewegung. Besonders sinnvoll ist ein Crosstrainer für Menschen, die viel sitzen, da auch Oberkörper und Lungenkapazität trainiert werden. Die kardiale Beanspruchung zeigt bei Crosstrainer/Ellipsentrainer im Vergleich zum Fahrrad bei gleicher Sauerstoffaufnahme keine signifikanten Unterschiede.
Je besser die Oberkörpermuskulatur ausgebildet ist, desto leichter fällt die Armarbeit auf dem Crosstrainer und umso leichter werden höhere Pulsbereiche erreicht. Bei schwach ausgebildeter Oberkörpermuskulatur muss sich die Trainingsperson deutlich mehr anstrengen, um eine gewisse Intensität zu erreichen. Dadurch hat der Trainierende subjektiv das Gefühl, sich deutlich mehr anstrengen zu müssen, bevor ein höherer Pulsbereich erreicht wird.
Wegen der bei manchen Geräten leicht erhöhten Schrittbreite ist der Bewegungsablauf unter Umständen nicht ganz physiologisch. Beim Kauf ist darauf zu achten, dass der innere Abstand der beiden Pedale möglichst gering ist. Ansonsten kann das Training auf Dauer zu Hüftschäden führen.
Die Preise für Crosstrainer/Ellipsentrainer bewegen sich zwischen 200 und 5.000 €, bei Studiogeräten bis 7.000 €. Der Preis ist abhängig von der Höchstbelastungsgrenze (maximales Gewicht der Trainingsperson) und dem Trainingscomputer, der entweder nur eine manuelle Belastungseinstellung erlaubt oder aber eine elektronische Belastungssteuerung ermöglicht und eventuell auch Trainingsprofile speichert. Unterschiede bei den Trainingscomputern gibt es vor allem bei der Pulsmessung. Pulsmessung über Handkontakte ist weniger genau und schränkt die freie Handhaltung ein. Ohrclips sind genauer, können aber stören und sind mechanisch anfällig. Drahtlose Pulsmesser mit Brustgurt sind die technisch aufwändigste Lösung, für ein Ausdauertraining mit vorgegebenem Zielpulsbereich jedoch am besten geeignet.
Ein objektiver Maßstab für die Qualität eines Crosstrainers ist die angegebene maximale Gewichtsbelastung (maximales Gewicht der Trainingsperson), da diese vom TÜV und nicht vom Gerätehersteller festgelegt wird. Je mehr Gewicht das Trainingsgerät tragen kann, desto hochwertiger sind die einzelnen Teile, wie zum Beispiel Rahmen, Tretlager oder Antriebssystem.
Schlecht trainierte Personen, denen das Training auf einem Crosstrainer/Ellipsentrainer zu anstrengend ist oder die extreme Probleme mit den Knie- oder Hüftgelenken haben, können eventuell auf einen Fahrradtrainer ausweichen.

## Unterschiede von Cross- und Ellipsentrainer

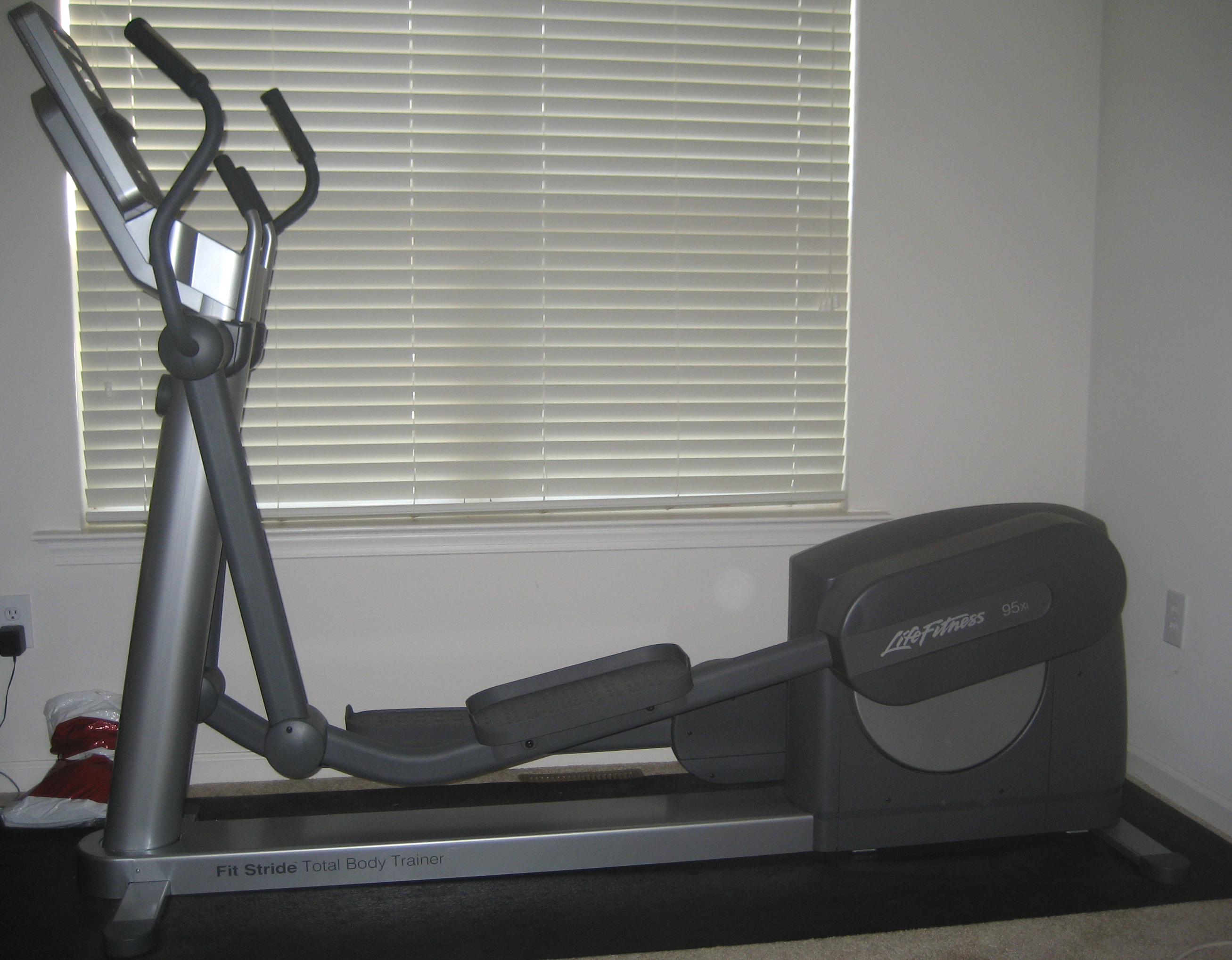
Crosstrainer (Schwungrad hinten)

Neben vielen Gemeinsamkeiten beider Typen wie Ausdauertraining, Ganzkörpertraining, Haltungstraining und der Schonung der Gelenke existieren einige Unterschiede:

### Crosstrainer
- Schwungrad hinten
- Bauart
  - Heimtrainer (Magnetbremse)
  - Ergometer (Wirbelstrombremse)
- Crosstrainer versetzen den Körper in eine starke Auf-und-Ab-Bewegung und haben eine kurze Schrittlänge (eventuell negativ für die Hüftgelenke)

### Ellipsentrainer
- Schwungrad vorne
- wesentlich schwächere Auf-und-Ab-Bewegung
- der rechte und linke hintere Auflagepunkt rollt auf einer Schiene jeweils im Gegentakt nach vorne und hinten
- Gleitgefühl
- Bewegungsabläufe an den Skilanglauf angelehnt
- Ellipsentrainer haben gegenüber Crosstrainern eine flachere Ellipse, was gelenkschonender ist und meist als angenehmer empfunden wird
- die angenehmere Bewegung erhöht die Trainingsmotivation und damit meist auch die Trainingsdauer
- große Schrittlänge
- teurer als Crosstrainer, da aufwändigere Konstruktion zur Realisierung des harmonischen Bewegungsablaufes
- häufiger in Fitnessstudios anzutreffen als Crosstrainer
- Ellipsentrainer bieten nur die Möglichkeit eines „Nordic Walking“, während ein Crosstrainer Langlauf-, Jogging- und Steppen-Funktionen besitzt

## Rückwärtslaufen
Durch Rückwärtslaufen auf dem Crosstrainer werden andere Muskelgruppen beansprucht und können so trainiert werden. Da das Rückwärtslaufen weniger geübt wird, ist diese Bewegung schwieriger und meist nur etwas langsamer auszuführen. Dadurch ergibt sich die Möglichkeit, die Armkraft am Crosstrainer stärker einzusetzen.
Oft wird auch berichtet, dass es beim Training auf dem Crosstrainer zu Brennen und Taubheitsgefühl an den Fußsohlen kommt. Das lässt sich lindern, wenn in gewissen Zeitabständen eine Trainingsphase mit Rückwärtslaufen durchgeführt wird, da dann andere Bereiche der Fußsohle stärker belastet werden.

## Armbewegung
Bei den traditionellen Geräten wird der Arm auf einer Ebene bewegt, die parallel zur Sagittalebene liegt. Einige neuere Geräte haben auch eine ausgefeiltere Bewegungsbahn für die Armbewegung. Bei diesen Geräten liegt die Bewegungsbahn leicht geneigt zur Sagittalebene. Der Kraftweg und die Bewegungsbahn erfolgt so von einem Punkt, der vor der Körpermitte liegt. Das entspricht auch mehr der natürlichen Armbewegung beim Laufen, wo bei der Vorwärtsbewegung des Armes die Hand ungefähr vor den Bauchnabel gelangt. Stattdessen bewegt sich bei den traditionellen Geräten die Hand zu einem Punkt vor der jeweiligen Schulter.
Je nach Gestaltung der Armhebel kann es zu ungewohnten Belastungen des Schultergelenks kommen, wodurch eine Überlastung nicht ausgeschlossen ist.